# Wilhelmsdorf (Saale)
Wilhelmsdorf ist eine Gemeinde in der Verwaltungsgemeinschaft Ranis-Ziegenrück im thüringischen Saale-Orla-Kreis.

## Geographie

### Lage
Wilhelmsdorf befindet sich nördlich des Hohenwarte-Stausees der Saale auf einer höheren Geländebene des Südostthüringer Schiefergebirges nach den Saaleanhöhen. Nördlich liegen die Städte Pößneck und Ranis.

### Gemeindegliederung
Die Gemeinde Wilhelmsdorf besteht aus den Ortsteilen Wilhelmsdorf und Kalte Schenke.

## Geschichte
Die Ersterwähnung der Gemeinde Wilhelmsdorf ist in einer Urkunde aus dem Jahr 1381 nachgewiesen.
Im 17. Jahrhundert wurde an der Hohen Straße eine Bockwindmühle errichtet. Diese hat bis weit in das 20. Jahrhundert ihre Dienste getan.

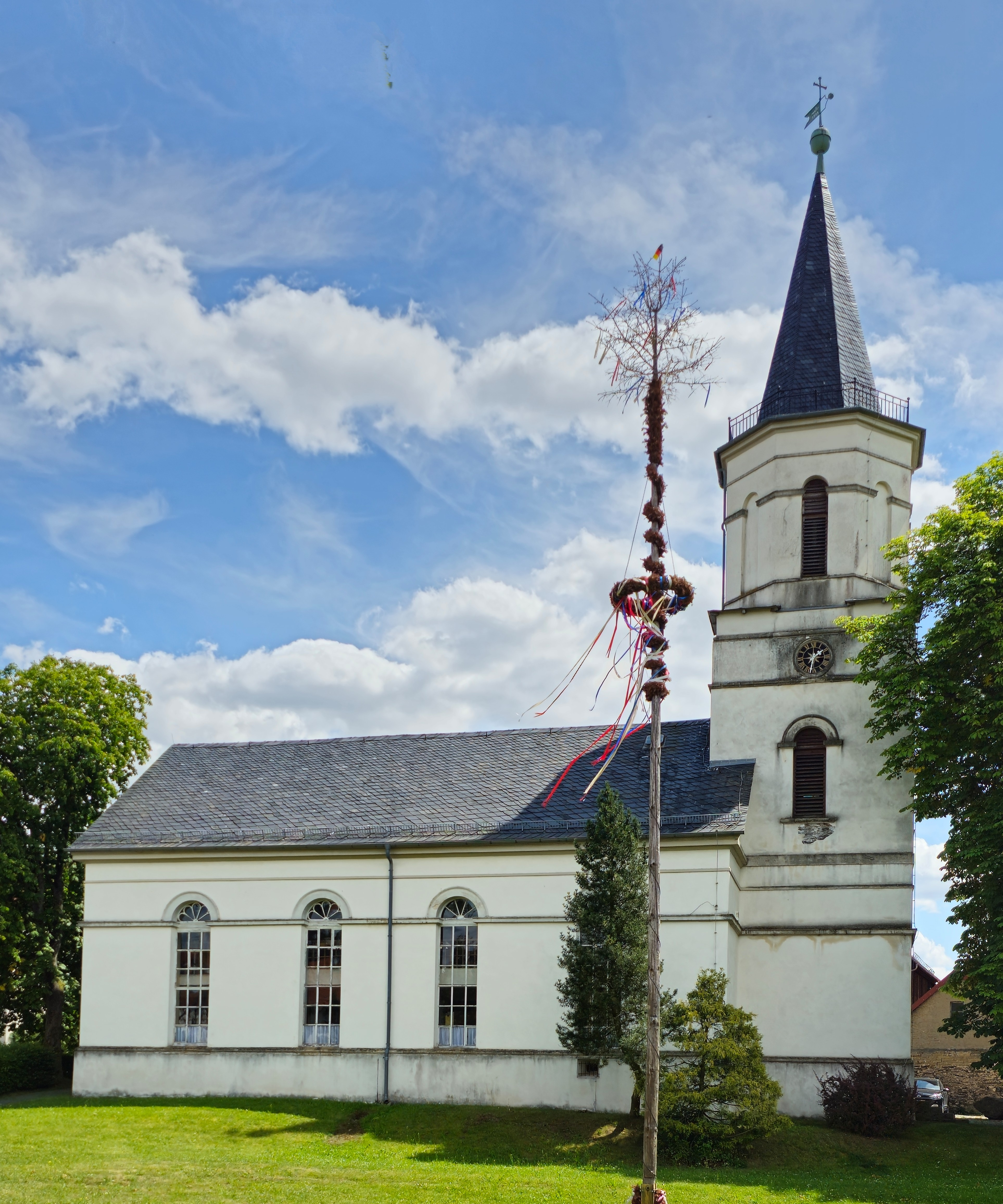
Kirche von Wilhelmsdorf

Das Wappen der Gemeinde zeigt Justitia mit der Waage, woraus man schließen kann, dass Wilhelmsdorf eine eigene Gerichtsbarkeit besaß. Nach alten Überlieferungen war der Ort bis ins 17. Jahrhundert ein Bergarbeiterdorf, wovon alte Stollen und Berglöcher noch heute zeugen. Wilhelmsdorf gehörte bis 1815 zum kursächsischen Amt Arnshaugk und kam nach dessen auf dem Wiener Kongress beschlossenen Abtretung an den preußischen Landkreis Ziegenrück, zu dem der Ort bis 1945 gehörte.

## Einwohnerentwicklung
Entwicklung der Einwohnerzahl (ab 1994: Stand jeweils 31. Dezember):
| - 1933: 220 - 1939: 196 - 1994: 285 - 1995: 287 - 1996: 291 - 1997: 287 - 1998: 282 | - 1999: 279 - 2000: 277 - 2001: 273 - 2002: 265 - 2003: 248 - 2004: 244 - 2005: 243 | - 2006: 243 - 2007: 234 - 2008: 223 - 2009: 232 - 2010: 232 - 2011: 218 - 2012: 225 | - 2013: 225 - 2014: 224 - 2015: 220 - 2016: 213 - 2017: 209 - 2018: 212 - 2019: 218 | - 2020: 217 - 2021: 219 - 2022: 212 - 2023: 206 - 2024: 192 |

Datenquelle ab 1994: Thüringer Landesamt für Statistik

## Politik
Bei der Wahl des Gemeinderats am 26. Mai 2019 wurden die sechs Angehörigen des Gemeinderats neu gewählt, die alle den Freien Wählern angehören. Sie konnten 79,9 Prozent der gültigen Stimmen auf sich vereinen. Die Wahlbeteiligung lag bei 81,8 Prozent.

## Kirche
- Dorfkirche Wilhelmsdorf